# Captain Jack
Captain Jack o Kintpuash (Lost River, Oregon, 1839 – Fort Klamath, Oregon, 1873) fou un cabdill modoc. Va rebre el seu nom perquè de jove duia una jaqueta amb botons de metall. Quan el 1864 el cap Old Schonchin cedí les seves terres de Califòrnia a canvi de la reserva Klamath a Oregon, ell i uns partidaris es negaren i el 1868 s'escaparen. El 29 de novembre del 1872 entrà en conflicte amb les tropes, que culminà amb la mort d'Edward Canby l'11 d'abril del 1873, però l'u de juny es va rendir i el 3 d'octubre fou executat amb Boston Charley, Schonchin John i Black Kim.